# Gossypium hirsutum
Gossypium hirsutum, também conhecido no mundo Anglo-Saxónico como Algodão Upland ou Algodão do México. É, nos Estados Unidos, a variedade mais cultivada de algodão e é uma planta nativa da América Central.  e México
Escavações arqueológicas no Vale de Tehuacan no México encontraram evidências do cultivo desta espécie datadas de há 5000 anos, no que é a mais antiga evidência de cultivo de algodão no continente americano.
O Gossypium hirsutum inclui um número de variedades obtidas por cruzamento com vários comprimentos de fibras diferentes e tolerâncias distintas a um certo número de condições de crescimento. As variedades com comprimento de fibra mais longo, são chamadas de Long Staple upland e as de comprimentos mais curtos de Short staple upland. As variedades de comprimento de fibra longos são as mais cultivadas.

## Referencias
1. ↑  University of Oklahoma Department of Botany & Microbiology
2. ↑  «Cotton, Incorporated». Consultado em 28 de novembro de 2011. Arquivado do original em 7 de abril de 2007